# Tilo Medek

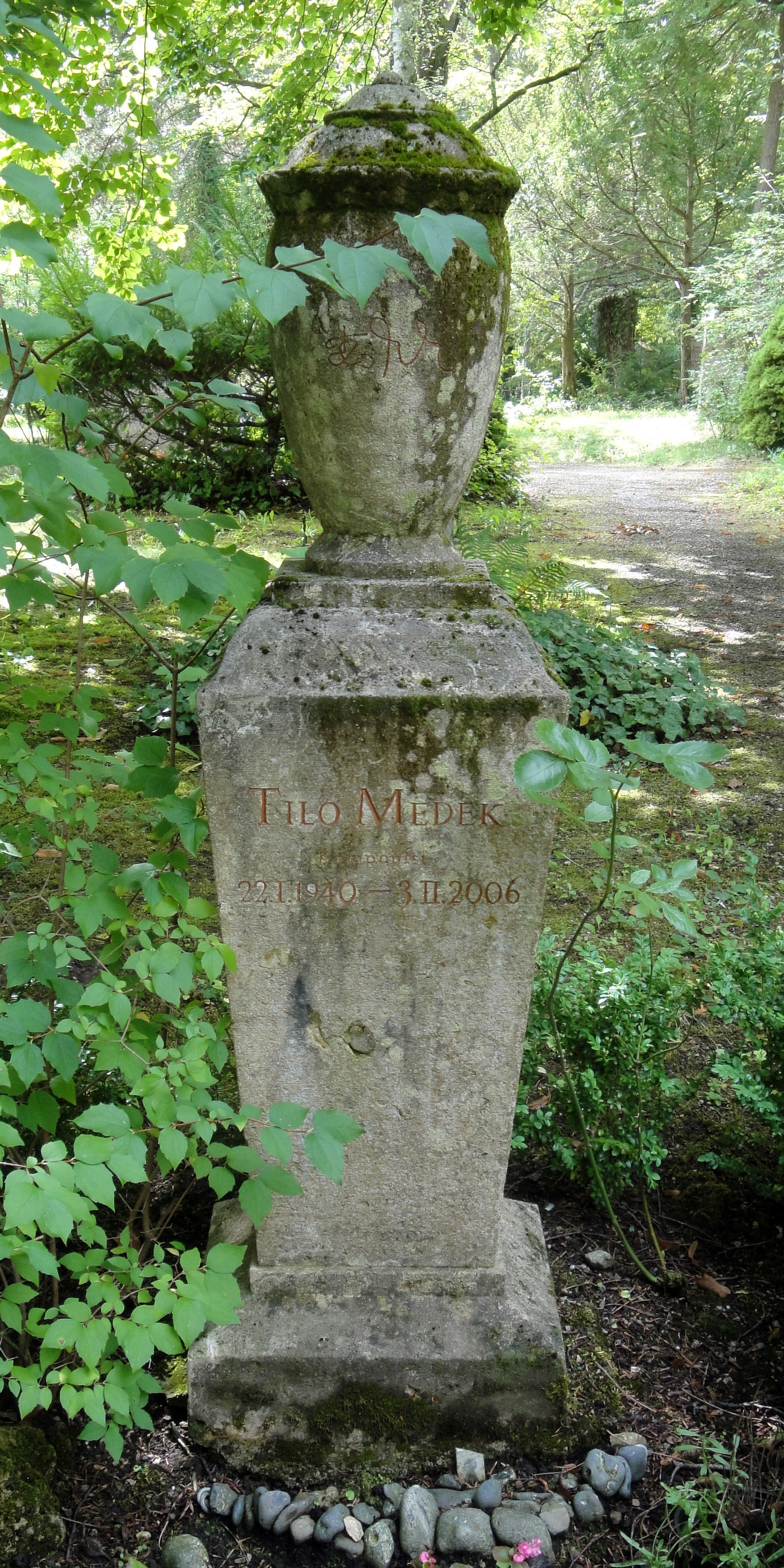
Graf in Jena

Tilo Medek (ook: Müller-Medek) (Jena, 22 januari 1940 – Duderstadt, 3 februari 2006) was een Duits componist, muziekpedagoog en musicoloog. Hij was een zoon van het echtpaar Willy Müller-Medek, eveneens componist, en Rosa Gewehr (1902-1976).

## Levensloop
Medek kreeg vanaf 1950 muziekles aan de stedelijke muziekschool van Jena in de vakken viool, piano en improvisatie. Grote invloed op zijn ontwikkeling als componist kreeg hij door de in 1957 mogelijke deelname aan de 12e Internationale Ferienkurse für Neue Musik Darmstadt. Een studie bij de vijanden van de arbeidersklasse was toen nog een groot probleem voor een student uit de voormalige Duitse Democratische Republiek (DDR). Hij studeerde toen bij docenten zoals Alexander Jemnitz, Luigi Nono, Hermann Scherchen en Karlheinz Stockhausen. Tussen 1959 en 1962 studeerde Medek piano bij Kurt Johnen (1884-1965) in Quedlinburg. Vervolgens studeerde hij musicologie aan de Humboldtuniversiteit in Berlijn bij Walther Vetter, Ernst Hermann Meyer en Georg Knepler, maar ook psychologie bij Kurt Gottschaldt, kunstgeschiedenis bij Karl-Heinz Clasen, tuinarchitectuur bij Willy Kurth en theologie bij Lieselotte Richter. Tegelijkertijd studeerde hij aan de Hochschule für Musik „Hanns Eisler“ in Berlijn compositie bij Rudolf Wagner-Régeny (1903-1969).
Na de bouw van de Berlijnse Muur verloor Medek zijn studietoelage en werd daardoor naast het studium werkzaam als correpetitor aan het Ensemble van de Berlijnse arbeidersjeugd en als componist van hoorspel en toneelmuziek. In 1964 maakte hij met zijn these Die Vertonungen von Goethes Prometheus-Gedicht zijn diploma in musicologie. Vervolgens studeerde hij in masterclasses van Rudolf Wagner-Régeny tot 1967.
Vanaf dat tijdstip sleepte Tilo Medek bij compositiewedstrijden een groot aantal internationale prijzen. Tijdens de Internationale compositiewedstrijd van de Stichting Gaudeamus in 1967 won hij met zijn werk Todesfuge een prijs. Voor zijn werk Das Dekret über den Frieden won hij in 1968 een compositie concours van de University at Buffalo, The State University of New York in Buffalo eveneens een prijs. In 1969 won hij de operawedstrijd van de DDR met het werk Einzug en in 1970 met Kühl, nicht lau, de nr. 2 uit Lesarten an zwei Klavieren de Friedrich-Kuhlau-Wettbewerb van de stad Uelzen. Met zijn Kindermesse won hij de 22e "Tribune internationale des Composits" van de UNESCO in Parijs in 1975 en in hetzelfde jaar de "Prix Folklorique" van Radio Bratislava voor het werk Der schwere Traum. Voor de opname van de Katholieke Radio Omroep van zijn Kindermesse kreeg hij in 1977 de "Prix Danube" eveneens in Bratislava. In 1982 werd hij samen met Dorothea Medek voor het radio-feature Westöstliche Wechsel, ausgestellt in der Ankunftszeit met de Ernst-Reuter-Preis bekroond.
Alhoewel zijn vele prijzen van een grote internationale waardering getuigen, moest hij in de DDR vanaf 1968 een functiebeperking constateren. Naar zijn eigen inschatting had het te maken met de consequenties uit de Praagse Lente in samenhang met zijn toenmalige werken Das Dekret über den Frieden (Vladimir Lenin) en de Battaglia alla turca de nr. 1 uit de Lesarten an zwei Klavieren.
In gevolg van het door hem mee ondertekende protest van DDR schrijvers tegen het ontnemen van het staatsburgerschap van de zanger Wolf Biermann werd ook hem zelf in 1977 de staatsburgerschap ontnomen (Entlassung aus der Staatsbürgerschaft der Deutschen Demokratischen Republik). Hij verhuisde eerst in de Duitse deelstaat Noordrijn-Westfalen naar Adscheid, een deelgemeente van de stad Hennef (1977-1980), maar vertrok later naar Unkel (1980-1985) en sinds 1985 naar Remagen-Oberwinter. In 1982 richtte hij een eigen muziekuitgeverij "Edition Tilo Medek" op.
Medek was medeoprichter van de Vrije academie van de kunsten in Mannheim. In februari 1992 was hij erecomponist tijdens het 8e Festival International des Chœurs d’Enfants in Nantes en in de zomer van 1994 was hij eregast in de Duitse academie in Rome (Villa Massimo). In 1999 werd hij corresponderend lid van het Collegium opaeum Jenense aan de Friedrich-Schiller-Universität Jena
Vanaf september 2002 was hij docent voor compositie aan het staatelijke muziekgymnasium van de Duitse deelstaat Rijnland-Palts in Montabaur
Als componist heeft hij een omvangrijk oeuvre in vele genres achterlaten.

## Compositie

### Werken voor orkest
- 1963 rev.1998 Hamlet, een toneelmuziek voor orkest
- 1968 Altniederländische Tanzsuite des Tilman Susato 1551, voor historische instrumenten en slagwerk
- 1968 Die betrunkene Sonne, voor spreker en orkest - tekst: Sarah Kirsch
- 1969 Der Streit zwischen David und Goliath, een bewerking voor orkest naar Johann Kuhnau
- 1970 Das zögernde Lied, voor mandoline en orkest
- 1991 Battaglia alla turca (orkestversie)

### Werken voor instrumenten en orkest
- 1972 Terzinen, voor dwarsfluit, 13 solostrijkers en cymbales antiques
- 1972-1973 Concert, voor dwarsfluit en orkest
- 1975 Concert, voor piccolo en orkest
- 1975-1976 Concert, voor marimba en orkest
- 1977+1979-1980 Concert, voor orgel en orkest
- 1978/1982 Concert nr. 1, voor cello en orkest
- 1980/1983 Concert, voor viool en orkest
- 1982/1986 Concert, voor pauken en orkest
- 1984 Concert nr. 2, voor cello en orkest
- 1987 Concert - in anamorphischer Verwandlung von Johann Kuhnaus biblischer Historie "Der Streit zwischen David und Goliath", voor piano en orkest
- 1989 Concert, voor trompet en orkest
- 1992 Concert nr. 3, voor cello en orkest
- 1993 Concert, voor slagwerk en orkest
- 1994 Italienisches Konzert, voor orgel en strijkorkest
- 1994 Concert, voor fagot en orkest
- 1994 Klein concert, voor piano, strijkorkest, pauken en slagwerk

### Werken voor harmonieorkest
- 1974 Großer Marsch
- 1979 Fanfaronnade, voor 7 trompetten, 7 trombones, 4 hoorns, tuba en twee maal vier pauken
- 1992 Deutsche Rumba

### Missen, cantates en andere kerkmuziek
- 1966 Todesfuge, voor sopraan en zestienstemmig gemengd koor - tekst: Paul Celan - première: 15 september 1967, Hilversum, Internationale Gaudeamus Muziekweek
- 1967 De mirabili effectu amoris - Von der wunderbaren Wirkung der Liebe, cantate voor twee koren (uit: "De imitatione Christi libri quatour" - (De vier boeken van de opvolg van Jezus Christus) van Gerrit Groote - Duitse vertaling: Paul Mons - Nederlandse première: 5 december 1974, Hilversum
- 1974 Kindermesse (Zum Gedenken der im Dritten Reich ermordeten Kinder), voor kinderkoor
- 1976 Im Vorhimmel (nachempfundenes Alleluja), voor sopraan solo en gemengd koor
- 1980 Gethsemane, cantate voor sopraan, tenor, gemengd koor, orkest en orgel - tekst: gedichten van Rainer Maria Rilke in een montage van Dorothea Medek
- 1981 Psalm von der Niemandsrose, voor gemengd koor - tekst: Paul Celan
- 1988 Psalm I, voor gemengd koor
- 1993/2002 Bibelsplitter (Bijbelsplinters), vijf stukken voor gemengd koor
- 1998 Missa brevis, voor vijfstemmig gemengd koor (Latijn) - première: 4 september 1998, Enkhuizen
- 1999 Die Weltsichten des Jesus Sirach, motet voor gemengd koor
- 1999 Te Deum, voor gemengd koor, orkest en orgel
- 2000 Amen, voor driestemmig koor en drie slagwerkers
- 2000 Der letzte Psalm, voor vijfstemmig gemengd koor
- 2000 Der Geist des Herrn erfüllt das All, voor zangstem, gemengd koor, orgel en slagwerk - tekst: Maria Luise Thurmair
- 2000 Gloria, voor gemengd koor, samenzang, orgel en drie slagwerkers
- 2000 Halleluja, voor driestemmig vrouwenkoor en drie slagwerkers
- 2000 Komm, Heiliger Geist, voor driestemmig vrouwenkoor
- 2000 Vater unser, voor unisono-koor, zangstem en drie slagwerkers
- 2000 Sanctus, voor unisono-koor, zangstem en drie slagwerkers
- 2000 Veni, Creator Spiritus, voor zangstem, gemengd koor en orgel
- 2000 Veni Sancte Spiritus, voor zangstem, gemengd koor en orgel
- 2000-2001 Pfingstmusik, voor sopraan, liturgisch zang, gemengd koor, acht houtblazers, drie slagwerkers en orgel - tekst: Andreas Gryphius en teksten uit de liturgie
- 2002 Wunderschön prächtige, voor gemengd koor
- 2002 Und das Antlitz der Erde wird neu, voor zangstem, gemengd koor en orgel
- Gott ist gegenwärtig, acht variaties voor gemengd koor en orgel - tekst: Gerhard Tersteegen

### Muziektheater

#### Opera's
| Voltooid in | titel                            | aktes  | première                                                | libretto                                                                   |
| ----------- | -------------------------------- | ------ | ------------------------------------------------------- | -------------------------------------------------------------------------- |
| 1969        | Einzug                           | 1 akte | 11 oktober 1969, Potsdam, Rokokotheater im Neuen Palais | Isaac Babel                                                                |
| 1984-1986   | Katharina Blum                   |        | 20 april 1991, Bielefeld                                | Dorothea Medek naar Heinrich Böll: "Die verlorene Ehre der Katharina Blum" |
| 1987        | Gritzko und der Pan, kinderopera |        | 27 mei 1990, Detmold, Westfälisches Musikfest           | naar het Oekraïense sprokje                                                |
| 2003        | Der Überfall                     |        | 15 november 2003, Keulen                                | Elke Heidenreich                                                           |

#### Balletten
| Voltooid in | titel                | aktes        | première                                                   | libretto         | choreografie |
| ----------- | -------------------- | ------------ | ---------------------------------------------------------- | ---------------- | ------------ |
| 1963        | Tanzstudie           |              | 10 april 1974, Oost-Berlijn                                |                  |              |
| 1968        | Porträt eines Tangos |              | 16 februari 1969, Potsdam                                  |                  |              |
| 1972        | David und Goliath    | 10 taferelen | 23 januari 1973, Oost-Berlijn, Staatsoper Unter den Linden | Dietmar Seyffert |              |

#### Toneelmuziek
- 1970-1971 Icke und die Hexe Yu, zangspel - libretto: Manfred Streubel - première: 1 december 1971, Dresden
- 1971 Appetit auf Frühkirschen, zangspel - libretto: Agnieszka Osiecka - première: 27 januari 1972, Potsdam

### Vocale muziek

#### Wereldlijke cantates
- 1963 Der Silberreiher, cantate voor solisten, vrouwenkoor, blaaskwintet en contrabas - tekst: Li-tai-pe
- 1995 Das augenlose Herz, cantate voor gemengd koor en slagwerk - tekst: Stefan Andres
- 1996-1998 Der Frieden wird immer gefährlicher, cantate voor tenor, gemengd koor en orkest - tekst: Friedrich Dürrenmatt en Dorothea Medek
- 1999 Morgenröthe im Aufgang, cantate voor sopraan, alt, tenor, bas, gemengd koor, orkest en orgel - tekst: Jacob Böhme en de componist

#### Werken voor koor
- 1971/1977 Deutschlandlieder, voor vijfstemmig kinderkoor - tekst: Bertolt Brecht - première: 14 januari 1979, Vaals
- 1972-1974 Blauerei, voor driestemmig kinderkoor - tekst: Peter Hacks, Heinz Kahlau, Dorothea Medek
- 1974 Eine Mandel preußischer Abzählreime, voor mannenkoor
- 1975 Als ich auf dem Wacholder saß, voor mannenkoor
- 1975 Der schwere Traum, voor sopraan solo en gemengd koor - première: 13 maart 1976, Hilversum
- 1976 Bitte am Abend, voor gemengd koor (Latijn) - première: 3 april 1977, Epen
- 1976 Kindergartenliederbuch, voor eenstemmig kinderkoor - tekst: Dorothea Medek
- 1976 Pfauenauge, voor vierstemmig kinderkoor - tekst: Dorothea Medek
- 1977 Susa nina, Vlaams lied voor kinderkoor
- 1977 Zwei Trinklieder, voor mannenkoor - tekst: Johann Wolfgang von Goethe
- 1977-1978 Sinnsprüche des Angelus Silesius, twaalf stukken voor zes solostemmen of gemengd koor
- 1978 Wenn Schnee fällt, voor vierstemmig kinderkoor - tekst: Dorothea Medek
- 1982 Wie lieblich ist der Maien, voor gemengd koor
- 1983 Bitte am Morgen, voor gemengd koor (Latijn)
- 1984 An den Aether, voor driestemmig koor en solo - tekst: Friedrich Hölderlin
- 1985 Zwanzig polnische Weihnachtslieder, voor gemengd koor
- 1985/1999 Drei deutsche Weihnachtslieder, voor gemengd koor
- 1988 Cerveny oas, Macedonisch lied voor gemengd koor
- 1991-1992 Ein Dutzend deutscher Hausinschriften, voor mannenkoor
- 1994 Bitte am Mittag, voor gemengd koor (Latijn)
- 1996 Heros Turm, voor gemengd koor - tekst: Franz Grillparzer
- 1997-2002 Innige Frühlingsbelustigung, twee gezangen voor gemengd koor - tekst: Gerhard Tersteegen
  1. Wo bleibt die Pracht?
  2. Innige Frühlingsbelustigung
- Bolen Milezi, volksliederen vanuit Noord-Macedonië voor driestemmig kinderkoor
- Burschen aus Mystrina, volkslied vanuit Tsjechië voor driestemmig koor
- Katjuscha, voor kinderkoor
- Omnis perfectio

#### Liederen
- 1959-1960 Deines Atems heller Wind, voor zangstem en piano - tekst: Johannes R. Becher
- 1961/1968 Darin dein Atem seinen Duft verhaucht, voor zangstem en piano - tekst: Ricarda Huch
- 1962 Federico-Garcia-Lorca-Lieder, voor zangstem en piano
- 1962-1963 Abendgesang oder Der neue Orpheus, liederencyclus voor zangstem en piano - tekst: Yvan Goll
- 1963 Altägyptische Liebeslieder - Mein Herz ist Dir gewogen, voor twee zangstemmen en orkest
- 1967 Um aufzufahren gen Himmel, voor zangstem en piano - tekst: Pablo Neruda, Duitse vertaling: Katja en Erich Arendt
- 1967-1970 Die Liebesgeschichte einer schönen Lyoneser Seilerin, namens Louize Labé, voor zangstem en gitaar - tekst: Paul Zech
- 1968 Am Fenster, voor alt en piano - tekst: Adelbert von Chamisso
- 1968 Das Wunder, voor twee zangstemmen en piano - tekst: Johannes R. Becher
- 1968 Die frühen Gräber, voor zangstem en piano - tekst: Friedrich Gottlieb Klopstock
- 1968 Matthias-Claudius-Lieder, voor zangstem en piano
- 1968 Meine Wunder, voor zangstem en piano - tekst: Else Lasker-Schüler
- 1968 Zehn einstimmige Weisen des Oswald von Wolkenstein, voor zangstem en gitaar
- 1968/1998 Bertolt-Brecht-Lieder, voor zangstem en piano
- 1970 Abendlied, voor sopraan (of tenor) en piano - tekst: Thomas Brasch
- 1970 Licht und Schatten, voor zangstem en piano - tekst: Franz Grillparzer
- 1970 Fragmente einer Kleisthymne, voor tenor, blaaskwintet en piano - tekst: Johannes R. Becher
- 1973 Lied vom Kommunismus, voor zangstem en piano - tekst: Volker Braun
- 1973 In meinem Land singen die Maurer, voor zangstem en gitaar - tekst: Yvan Goll
- 1974 Ich mach ein Lied aus Stille, liederencyclus voor zangstem en klarinet - tekst: Eva Strittmatter
- 1974 Handtuchsprüche, voor zangstem en piano - tekst: Kurt Bartsch
- 1974 Lied zum deutschen Tanz, voor zangstem en piano - tekst: Jakob Michael Reinhold Lenz
- 1975 Geistliches Lied, voor zangstem en piano - tekst: Georg Trakl
- 1975/1981 Dorothea-Medek-Lieder, voor zangstem en piano
- 1995 Das Wunder von Kana, voor bariton en piano - Stefan Andres
- 1997 Monatsbilder (nach Hildegard von Bingen), voor zangstem en piano
- 1999 Ich lebe grad, da das Jahrhundert geht, voor alt en piano - tekst: Rainer Maria Rilke
- 2000 Über die Himmelskugel, voor zangstem en orgel - tekst: Andreas Gryphius
- 2002 Gebet, voor zangstem en piano - tekst: Else Lasker-Schüler
- 2002 Quatre chansons rhénanes, voor bariton en piano (Frans) - tekst: Guillaume Apollinaire
- 2003 Die Ahr, voor zangstem en piano - tekst: Carmen Sylva
- 2005 Auch das Schöne muß sterben, voor zangstem en piano (of gitaar) - tekst: Friedrich von Schiller
- 2005 Auf Gottsuche, voor bariton en orgel - tekst: Ernst Barlach
  1. Kann der Mensch einen Gott ertragen
  2. Gott stößt mich von sich ab

#### Andere vocale muziek
- 1965 Johann Wallbergens natürliche Zauberkünste 1768, een muzikale contemplatie in 22 delen voor sopraan, spreker en salonorkest
- 1967 Sintflutbestanden, drieluik voor tenor, hoorn en piano - tekst: Erich Arendt
- 1967-1970 Vier Tagebuchseiten aus Vietnam, voor zangstem, dwarsfluit, gitaar en slagwerk
- 1975 So ein Struwwelpeter, muzikale volksprent voor sopraan solo, kinderkoor, dwarsfluit, fagot, marimba, slagwerk - tekst: Hansgeorg Stengel
- 1976/1986 Weltliche Fürbitten, drie chansons voor sopraan, blaaskwintet, piano en slagwerk - tekst: Dorothea Medek
- 1986-1988 Kriegsgefangen, drie gezangen voor tenor, blaaskwintet, piano en kleine trom - tekst: Günter Eich

### Kamermuziek
- 1961 Praeludium, Fuge und Postludium, voor cello en piano
- 1961 Strijkkwartet nr. 1
- 1961-1962 Drei Kammermusikstücke, voor viool, trompet, fagot en piano
- 1962 Strijkkwartet nr. 2
- 1963 Musik im Foyer, voor dwarsfluit (ook: piccolo), viool, klarinet (ook basklarinet), Reißnagelklavier en slagwerk
- 1965 Szene, voor klarinet, piano, contrabas en drumstel
- 1965 Blaaskwintet nr. 1
- 1965 Strijktrio
- 1967 Divertissement Nr. I, voor blaaskwintet en klavecimbel
- 1972-1973 Sensible Variationen um ein Schubertthema, voor dwarsfluit, viool (of altfluit) en cello
- 1973 Die Leineweber machen eine zarte Musik / als führen zwanzig Müllerwagen über die Brück‘, voor gitaar, marimba en orgel
- 1973 Stadtpfeifer "Ein Schwanengesang", Zwanenzang voor klarinet, trombone, cello en piano
- 1974 Nonett Nr. I in neun Sätzen, voor harmoniebezetting
- 1974-1976 Blaaskwintet nr. 2
- 1975 Die Jacquerie, voor viool en marimba
- 1976 Giebichenstein, romantische muziek voor twee piccolo, twee altviolen, twee cello en twee contrabassen
- 1976 Abfahrt einer Dampflokomotive, voor zes fluiten
- 1976 Tagtraum, voor dwarsfluit, hobo, trompet, viool, cello, contrabas en piano
- 1976 Drei Tagzeiten, voor marimba, piano, pauken en slagwerk
- 1976 Eine Stele für Bernd Alois Zimmermann, voor cello solo
- 1978-1979 Blaaskwintet nr. 3
- 1980 Reliquienschrein, voor orgel en slagwerk
- 1981 Sonate, voor altviool en piano
- 1982/1984 Feld- und Freudenstücke, voor 2 trompetten en 2 trombones
- 1983 Rosengitter, voor zes fluiten
- 1984 Ein Schwanengesang, voor zes fluiten
- 1985 Melancholie, voor accordeon en strijktrio
- 1986 Yantra, voor 2 trompetten, hoorn, trombone en tuba
- 1986-1989 Spiegelszenen, voor hobo, klarinet, hoorn, fagot en piano
- 1987 Die feindlichen Brüder, voor twee cello
- 1989 Blaaskwintet nr. 4
- 1992 Biedermeier-Variationen nach einem Albert-Lortzing-Thema, voor dwarsfluit, viool (of altfluit) en cello
- 1992 Auseinanderstreben, duetten voor sopraan- en altblokfluit
- 1993 Dezett, voor twee/dubbelblaaskwintet(ten)
- 1994 Sonate in Form von Jahresringen, voor cello en piano
- 1995 Tangoverstrickung, voor vier violen
- 1996 Nonett Nr. II
- 1997 Umstellte Einsamkeit, voor althobo en orgel
- 1998 Ekloge, voor strijkkwintet
- 1999 Blaaskwintet nr. 5
- 2000 Orgelpunkt, voor 2 fagotten, 2 klarinetten, 3 slagwerkers en orgel
- 2001 Freiluftfanfare in Form eines Halalis - für vier Gruppen, voor 2 trompetten, 2 trombones, saxofoonkwartet en pauken
- 2002 Divertissement Nr. II, voor blaaskwintet en klavecimbel
- 2002-2003 Blaaskwintet nr. 6
- 2005 Wolkensteg, voor cello en piano

### Werken voor tokkelorkest
- 1994 Air, voor vibrafoon en tokkelorkest

### Werken voor orgel
- 1969 Verschüttete Bauernflöte ("begraven rustieke fluit")
- 1971/1978 Praeludium-Choralspiel-Postludium
- 1973 B(es)-A-C-H vier Töne für Orgel
- 1975 Gebrochene Flügel
- 1978 Ranken für eine Kleinorgel
- 1979 Rückläufige Passacaglia
- 1981 Kleine Orgeletüden
- 1981 Unkeler Fahr
- 1989 Quatemberfeste
  1. Lambertussingen
  2. Der Turmbläser
  3. Engelecho
  4. Schnurrpfeifereien
- 1989 Roxeler Orgelbüchlein
- 1996-1997 Fries der Lauschenden
- 1997-2001 28 Weisen von Geburt, Liebe und Tod
- 2001 Wandlungs-Passacaglia
- 2005-2006 Legenden für Orgel
  1. Hirtenszene
  2. Kaulquappen-Begegnung
  3. Hero und Leander
  4. Tot und brauchbar
  5. Kleine Klage am Harz (onvoltooid)

### Werken voor piano
- 1957 Bolero, voor piano vierhandig
- 1962 rev.1982 Entfachen und Glut, voor twee piano's
- 1965 Miszellen I
- 1967 Miszellen II
- 1967-1975 Miszellen III
- 1967-1971 Lesarten an zwei Klavieren, voor twee piano's
  1. Battaglia alla turca
  2. Kühl, nicht lau (Ein Spaziergang Beethovens und Kuhlaus September 1825 nach Baden ins Helenental)
  3. Leipziger Kaffeebaum
- 1968 Die betrunkene Sonne, voor piano vierhandig
- 1968 Konzertetüde (Sinflutbestanden)
- 1968-1970 Kaminstücke
- 1969 Vignetten zu einer Weise von Johannes Dieckmann
- 1972-1973 Adventskalender
- 1974-1975 Meine kleine Nostalgie, zeven karakterstukken
- 1979-1980 Jagdsignale, Zirkusszenen, Gassenhauer
- 1981-1982 Blicke aus dem Feuerschlößchen
- 1991-2005 Passagen, pianocyclus in 4 heften
  1. Heft 1: Privatwege (Nr. 1-5)
  2. Heft 2: Barlach-Motive (Nr. 6-10)
  3. Heft 3: Campus-Passagen (Nr. 11-15)
  4. Heft 4: Gedenkanstöße (Nr. 16-20)

### Werken voor beiaard
- 1999 Der tanzende Glockenturm, twaalf stukken voor beiaard

### Werken voor slagwerk (percussie)
- 1967 Das Dekret über den Frieden, voor spreker, slagidiofonen en trommen - tekst: Vladimir Iljitsj Lenin
- 1974 Lerina, vijf stukken voor marimba
- 1974 Suite aus den "Schwarzen Bildern", twaalf stukken voor marimba
- 1977 Zur Unzeit Erblühtes, vijf stukken voor marimba
- 1982 Lichtspiele, voor drie slagwerkers
- 1992 ..., um wahr zu sein, voor vibrafoon
- 1999 Auf Pflastersteinen, voor vier marimba
- 2000 Gewirr, voor drie slagwerkers
- 2005 Netze, voor drie slagwerkers

### Elektronische muziek
- 1974 Schwarze Bilder (Pinturas negras), een melodrama om Goya voor spreker, marimba en elektronisch klanken - tekst: Antonio Buero Vallejo, Duitse vertaling: Erich Arendt
- 1975 Vom Wasser, das zu singen aufhörte oder: Wie Gott Unzej mit der Dürre Schach spielt, een sprookje naar Jiri Kafka naar Vietnamese motieven voor kamerensemble en elektronische klanken
- 1975-1977 Des Meeres und der Liebe Wellen, een muzikale schilderij voor sopraan, tenor, gemengd koor, elektronische- en natuurklanken - tekst: Franz Grillparzer)

## Publicaties
- Rückbesinnung auf die "Jagdsignale, Zirkusszenen und Gassenhauer" (1979/80); Zwölf Klavierstücke für Kinder, Neuland. 3 (1982/83), S. 85-87.
- Rückbesinnung auf "Meine kleine Nostalgie" (1974) für Klavier, Neuland. 3 (1982/83), S. 83-84.
- Hur fri maste en tonkonstnar vara?, Nutida Musik. 25 (1981/82) H. 1, S. 59-60.
- Rückbesinnung auf die "Kaminstücke" (1968-1970) für Klavier, Neuland. 2 (1981/82), S. 73-81.
- Sprecher und Interpreten sind nicht zu sehen. Elf Jahre Erfahrungen mit Hörspiel-Musik in der DDR, Neue Musikzeitung. 1978, Nr. 1, S. 3.